# Powiat Gostyniński
Der Powiat Gostyniński ist ein Powiat (Kreis) in der Woiwodschaft Masowien in Polen. Der Powiat hat eine Fläche von 615,6 Quadratkilometern, auf der etwa 47.200 Einwohner leben.

## Geschichte
Das Gebiet des Powiats Gostynin wurde 1939 nach dem deutschen Überfall auf Polen in den Reichsgau Posen, Regierungsbezirk Hohensalza eingegliedert. Ab 1941 hieß dieses Kreisgebiet Kreis Gasten und ab 1943 bis zum Eintreffen der Roten Armee im Frühjahr 1945 Landkreis Waldrode im Reichsgau Wartheland.

## Gemeinden
Der Powiat umfasst fünf Gemeinden, davon eine Stadtgemeinde, eine Stadt-und-Land-Gemeinde und drei Landgemeinden.

### Stadtgemeinde
- Gostynin

### Stadt-und-Land-Gemeinde
- Sanniki

### Landgemeinde
- Gostynin
- Pacyna
- Szczawin Kościelny